# Una donna per cui uccidere
Una donna per cui uccidere (A Dame to Kill for), inizialmente pubblicato in Italia come Si può anche uccidere per lei, è il secondo volume della serie fumettistica di Sin City, ideata dal disegnatore statunitense Frank Miller. Il racconto si svolge prima degli eventi narrati nel primo volume, Un duro addio.

## Trama
Il racconto comincia con Dwight Mc Carthy, un giovane fotografo, appostato sul lucernario di un motel mentre attende l'arrivo di un ricco industriale, accompagnato da una giovane prostituta: suo compito è immortalare gli amplessi dei due per poi portare le foto alla moglie di lui. L'uomo però estrae una pistola, deciso a far "sparire" la prova dei suoi tradimenti: prima che apra il fuoco, Dwight salva la ragazza, riaccompagnandola a Old Town.
Portate le foto alla moglie, Dwight si reca da Agamennon, il proprietario di una rivista scandalistica che gli compra i rullini. Per quanto sia ospitale, Dwight rifiuta di vedere la partita di basket con lui, e torna a casa.
Tornato nel suo appartamento, si guarda la replica della partita, quando il suo telefono squilla: è Ava Lord, il più grande amore della sua vita, che un anno fa gli ha spezzato il cuore abbandonandolo per sposare Damien Lord, uno degli uomini più ricchi di Sin City. Dwight si reca nel luogo dell'appuntamento, da Kadie's, un locale di spogliarelliste frequentato dalla feccia della città. Ava raggiunge Dwight, chiedendogli perdono per quanto il dolore procuratogli in passato e chiedendogli di non dimenticarla mai, facendo intuire al ragazzo di essere in pericolo. All'improvviso appare Manute, un energumeno al servizio di Damien Lord, venuto a "recuperare la signora". Ava si allontana con lui, lasciando Dwight tra mille dubbi.
Deciso a far luce sul mistero, Dwight si reca alla villa di Lord per saperne di più, dove viene scoperto dagli uomini della sicurezza che lo scambiano per un paparazzo intento a fotografare la signora Lord mentre nuotava nuda in piscina. Dwight viene pestato da Manute e abbandonato per strada, soccorso successivamente da Agamennone. Tornato al suo appartamento, trova Ava che lo aspetta nuda nel suo letto: tra i due si riaccende la passione, e Dwight le dichiara tutto il suo amore, quell'amore che mai era appassito. Ava gli racconta di come Damien sia in realtà un sadico maniaco, il cui passatempo è farla torturare da Manute.
Dwight le giura che la salverà da quell'inferno, ma proprio in quel momento si presenta alla sua porta Manute: tra i due scoppia una rissa, dove Dwight ha la peggio. Manute fugge in auto con Ava lasciando Dwight ferito e furioso. Rendendosi conto di essere in svantaggio, Dwight escogita un piano: andare da Kadie's e chiedere l'aiuto del brutale Marv; i due si recano alla villa di Lord dove, mentre Marv attira l'attenzione delle guardie e di Manute, Dwight si reca da Ava. Nella biblioteca trova Damien e, plagiato dal racconto di Ava, lo uccide con i suoi pugni. Non appena si rende conto di quanto ha fatto, all'improvviso appare la donna che, ringraziandolo per avergli ucciso il marito, facendole ereditare tutto il suo patrimonio, gli spara al petto; Dwight si rende conto troppo tardi di essere stato manipolato in quello che in realtà era un diabolico piano orchestrato dalla sua ex-amante. Pur ferito gravemente, Dwight riesce a fuggire, aiutato da Marv.
I due si recano a Old Town, dove Dwight viene soccorso da Gail, una prostituta di colore con la quale ha avuto una relazione in passato. Gail gli fa avere le cure mediche necessarie, inoltre Dwight cambia aspetto: si fa fare una plastica facciale e si fa ricrescere i capelli, prima rasati a zero, in modo da rendersi irriconoscibile.
Ava nel frattempo ha chiesto aiuto alla polizia per far arrestare Dwight, accusato dell'omicidio di Damien. Ad occuparsi del caso sono due poliziotti, Mortimer e Bob, che cominciano a fare della indagini sul conto del fotografo, interrogando fra gli altri Agamennone e Shelly, cameriera del Kadie's con la quale Dwight ha trascorso una notte poco tempo prima.
Ricostruendo i fatti i due detective capiscono come Ava stia mentendo e di come Dwight non sia lo spietato assassino che la donna vuol far credere: ma Mort, nel frattempo viene anch'esso manipolato da Ava, che esercitando il suo fascino lo plagia. Innamoratosi della donna, con la quale comincia una relazione, rifiuta di indagare in maniera "oggettiva" e la difende negando l'evidenza. Durante un'accesa discussione con Bob, gli spara, ma preso dai rimorsi e rendendosi conto di aver perso il lume della ragione a causa della donna, si suicida, sparandosi a sua volta.
Ava allora chiede aiuto al boss più potente di Sin City, Wallenquist, che ingaggia un sicario in arrivo da Phoenix per uccidere Dwight McCarthy. Manute va alla stazione a prendere il sicario, ma non immagina che questi in realtà è McCarthy stesso, irriconoscibile dopo l'operazione, che ha ucciso il sicario sostituendosi a lui.
Grazie all'aiuto di Gail e della piccola, letale Miho, una formidabile quanto spietata ninja giapponese, Dwight sbaraglia la sicurezza e, finalmente, si trova faccia a faccia con Ava: la donna ricorre a tutto il suo fascino e all'ennesima menzogna per ammaliare Dwight, che stavolta non ci casca e le spara a bruciapelo, mettendo fine alla scia di morte che la donna aveva creato.